# Новомалахова
Новомала́хова (рос. Новомалахова) — присілок у складі Вікуловського району Тюменської області, Росія.
Населення — 56 осіб (2010, 65 у 2002).
Національний склад станом на 2002 рік:
- росіяни — 57 %
- казахи — 37 %